# Mavricij (ime)
Mavricij je moško osebno ime.

## Izvor imena
Ime Mavricij izhaja iz latinskega imena Mauritius, ki je izpeljanka iz imena Maurus v pomenu »Mavretanec, Maver ali zamorec, črnec«. Mavretanija je bila v starem veku ime za severozahodno Afriko.

## Različice imena
- moške različice imena: Maurice, Mauricij, Mauricijo, Mauricio, Mauro, Maver, Mavric, Moric (Moric Puštalski), Mavricijo, Mabricjo, Mavrin, Mavro
- ženske različice imena: Maura, Mauricia, Maurisela, Mavra, Mavricia, Mavricija

## Tujejezikovne različice imena
- pri Angležih: Maurice, Morris
- pri Francozih: Maurice
- pri Italijanih: Maurizio, Mauro
- pri Nemcih: Moritz, Maurus
- pri Hrvatih: Mauricijo, Moric
- pri Čehih: Mořic
- pri Nizozemcih: Maurits
- pri Poljakih: Maurycy
- pri Špancih in Portugalcih: Mauricio, Mauro
- latvijsko: Mārcis, Māris
- latinsko in...?: Mauritius
- pri Grkih: Μαυρίκιος (Mavrikios)
- pri Rusih: Маврикий (Mavrikij)
- valižansko: Meurig
- irsko: Muiris

## Pogostost imena
Po podatkih Statističnega urada Republike Slovenije je bilo na dan 31. decembra 2007 v Sloveniji število moških oseb z imenom Mavricij: 57.

## Osebni praznik
V koledarju je ime Mavricij zapisano 22. septembra ( Mavricij, mučenec, † 22. sep. 285).

## Zanimivosti
- Mavricij je ime svetnika in mučenca, ki je bil poveljnik tebajske legije, legije legendarnih samskih kristjanov. Leta 285 legija ni hotela sodelovati pri preganjanju kristjanov zato so celotno legijo v kraju Wallis  pri današnjem mestu St. Moritz, ki ima ime po sv. Mavriciju, pobili.
- V sloveniji so vsaj tri cerkve sv. Mavricija in sicer ena stoji kot župnijska cerkev v Jurkloštru, druga v Naklem kot podružnica fare sv. Trojice v Rodiku pri Kozini in tretja v Šmarci pri Kamniku.